# Svjetsko prvenstvo u biatlonu 1958.
Svjetsko prvenstvo u biatlonu 1958. bilo je 1. izdanje toga natjecanja. Održavalo se samo za muškarce i u dvije discipline; 20 kilometara pojedinačno i 20 kilometara timski.

## Rezultati

### 20 km pojedinačno[1][2]
| Odličje | Natjecatelj       | Država  | Promašaji1 | Rezultat | Zaostatak |
| ------- | ----------------- | ------- | ---------- | -------- | --------- |
|         | Adolf Wiklund     | Švedska | 3          | 1:33.44  |           |
|         | Olle Gunneriusson | Švedska | 3          | 1:34.13  | + 00:29   |
|         | Viktor Butakov    | SSSR    | 6          | 1:34.46  | + 01:02   |

### 20 kilometara timski
| Odličje | Država   | Promašaji1 | Rezultat | Zaostatak |
| ------- | -------- | ---------- | -------- | --------- |
|         | Švedska  |            | 6:23.58  |           |
|         | SSSR     |            | 6:35.33  | + 11:35   |
|         | Norveška |            | 7:23.58  | + 1:00:00 |

## Tablica odličja
| Plasman | Država   |   |   |   | Ukupno |
| ------- | -------- | - | - | - | ------ |
| 1       | Švedska  | 2 | 1 | 0 | 3      |
| 2       | SSSR     | 0 | 1 | 1 | 2      |
| 3       | Norveška | 0 | 0 | 1 | 1      |